# Helgelandbrug
De Helgelandbrug  (Noors: Helgelandsbrua) is een kabelbrug in de gemeenten Alstahaug en Leirfjord in Nordland, Noorwegen.

## Kenmerken
De brug over de fjord Leirfjorden verbindt het eiland Alsten met het vasteland. De brug is onderdeel van de provinciale weg Fylkesvei 17 die loopt van Sandnessjøen naar het vasteland met één rijstrook per richting. De brug is gemaakt van voorgespannen beton en is in totaal 1.065 meter lang met twaalf overspanningen en een maximale overspanning van 425 meter. De vrije doorvaart bedraagt 43,5 meter hoogte en 80 meter breedte.

## Geschiedenis
De brug werd van 1988 tot 1990 gebouwd voor 200 miljoen Noorse kronen. De brug is bestand tegen windsnelheden van 70 meter per seconde.